# Outland – Planet der Verdammten
Outland – Planet der Verdammten (Originaltitel Outland) ist ein britischer Science-Fiction-Film von Peter Hyams mit Sean Connery, Peter Boyle und Frances Sternhagen in den Hauptrollen. Die Erstaufführung fand am 27. August 1981 in Großbritannien statt. Die deutsche Fassung entstand bei der Berliner Synchron für einen Kinostart am 15. Oktober 1981.

## Handlung
In der Zukunft wird Marshal William T. O’Niel zu einer Bergbaustation auf dem Jupitermond Io versetzt. Seine Familie begleitet ihn. Seine Frau teilt ihm jedoch wenige Zeit später über eine Videobotschaft mit, dass sie die ständigen Versetzungen nicht länger ertragen kann und während seiner Arbeitsschicht zusammen mit ihrem gemeinsamen Sohn die Rückreise zur Erde angetreten hat. Sie will jedoch noch einige Tage in einer nahegelegenen Raumstation warten.
O’Niel hat aber in dem Moment keine Zeit, sich damit auseinanderzusetzen, da er mehreren aktuellen Todesfällen unter den Arbeitern nachzugehen hat. Mit Hilfe der Stationsärztin Dr. Lazarus findet er heraus, dass die Suizide auf substanzinduzierte Psychosen zurückzuführen sind, die durch „polydichlorisches Euthimal“, ein äußerst starkes Amphetamin, ausgelöst werden. Der Fall weitet sich aus, als O’Niel feststellt, dass die Leitung der Station in den Drogenhandel verwickelt ist. Er findet heraus, dass die Drogen aus Profitgier zur Leistungssteigerung verabreicht werden, und konfrontiert Sheppard, den Leiter der Station, mit diesen Erkenntnissen. Sheppard bedeutet dem Marshal, dass er kein großes Aufsehen erregen soll, sonst habe er mit Konsequenzen zu rechnen. Trotzdem führt O’Niel den Kampf fort. Daraufhin wird O’Niel zunehmend isoliert, und auch seine Hilfssheriffs verweigern ihm trotz ihrer Pflicht die Unterstützung. Sein einziger Helfer, Montone, wird von einem von Sheppards Dealern ermordet, um O’Niel zu zeigen, wie ernst die Warnung ist. Gleichwohl lässt er sich weiterhin nicht einschüchtern und schwört Sheppard, ihn wegen seiner Verbrechen zu überführen. Einen Killer, den Sheppard auf ihn angesetzt hatte, kann er töten. Als Sheppard merkt, dass O’Niel auf dem Weg ist, sein Ziel zu erreichen, heuert er zwei weitere Auftragsmörder an, die O’Niel beseitigen sollen. O’Niel erfährt jedoch rechtzeitig, dass diese auf dem Weg zur Station sind.
Die Wartezeit bis zur Ankunft des Shuttles verbringt er mit den Vorbereitungen auf den Kampf und der erfolglosen Suche nach Unterstützung. Nur Dr. Lazarus unterstützt ihn. Nachdem er mit ihrer Hilfe die beiden Killer überwunden hat, tötet O’Niel den am Mord an Montone beteiligten Spion Sheppards innerhalb der Ordnungshüter, als auch dieser versucht, ihn umzubringen. Schließlich rechnet O’Niel mit Sheppard und seinen Untergebenen ab, bedankt sich bei Dr. Lazarus für ihre Unterstützung und nimmt schließlich das nächste Shuttle zur Raumstation, wo seine Familie auf ihn wartet, um gemeinsam zur Erde zu reisen.

## Kritiken
Outland erhielt zunächst ein verhaltenes Presseecho, was sich auch in den Auswertungen US-amerikanischer Aggregatoren widerspiegelt. So erfasst Rotten Tomatoes ähnlich viele wohlwollende wie kritische Besprechungen und ordnet den Film dementsprechend als „Gammelig“ ein. Laut Metacritic fallen die Bewertungen im Mittel „Durchwachsen oder Durchschnittlich“ aus. In der Rückschau fielen die Kritiken indes milder aus:

„Ein wohlgelobtes Werk war der Science-Fiction-Film Outland nicht. […] Outland ist, Jahrzehnte nach der nicht sehr erfolgreichen Erstausstrahlung, einen zweiten Blick wert.“

„Spannender und origineller Science-Fiction-Thriller, der Handlung und Motive des Westernklassikers Zwölf Uhr mittags ins Weltall verlegt.“

„Mit faszinierender Ausstattung in futuristischer Atmosphäre gelang Peter Hyams ein packender Sciencefiction-Thriller“

## Auszeichnungen
Frances Sternhagen gewann für ihre Rolle einen Saturn Award als beste Nebendarstellerin. In fünf weiteren Kategorien war der Film ebenfalls für diesen Preis nominiert:
- Bester Hauptdarsteller (Sean Connery)
- Beste Musik (Jerry Goldsmith)
- Bester Science-Fiction-Film
- Beste Special Effects (John Stears)
- Bestes Drehbuch (Peter Hyams)

Outland war des Weiteren für einen Academy Award in der Kategorie „Bester Ton“ (John Wilkinson) und einen Hugo Award in der Kategorie Best Dramatic Presentation nominiert.

## Hintergrund
| Figur               | Darsteller         | Deutscher Sprecher    |
| ------------------- | ------------------ | --------------------- |
| William T. O’Niel   | Sean Connery       | Gert Günther Hoffmann |
| Mark B. Sheppard    | Peter Boyle        | Edgar Ott             |
| Dr. Marian Lazarus  | Frances Sternhagen | Marianne Wischmann    |
| Montone             | James Sikking      | Joachim Kerzel        |
| Carol O’Niel        | Kika Markham       | Traudel Haas          |
| Sagan               | Steven Berkoff     | Arne Elsholtz         |
| Tarlow              | John Ratzenberger  | Uwe Paulsen           |
| Paul O’Niel         | Nicholas Barnes    | Frank Schaff          |
| Wartungstechnikerin | Angelique Rockas   | Rebecca Völz          |

Das Budget des Films lag bei 16 Millionen US-Dollar. In den Vereinigten Staaten spielte er gut 17 Millionen US-Dollar ein. Produziert wurde der Film von der The Ladd Company, die später auch Blade Runner und Der Stoff, aus dem die Helden sind finanzierte. Für die visuellen Effekte des Films war John Eppolito zuständig, der ein von ihm maßgeblich entwickeltes Trickverfahren namens Introvision erstmals in einer großen Produktion zur Anwendung brachte. Für diese spezielle Form der Frontprojektion erhielt Eppolito nach einigen weiteren Filmen 1988 einen Oscar für technische Verdienste.
In vielen von Peter Hyams’ Filmen heißt ein Nebenfigur „Spota“ nach dem Geburtsnamen seiner Frau. Dennoch ist die Figur fast immer ein Bösewicht: In Outland versorgt Nicholas P. Spota die Arbeiter mit der Droge PDE.
Sieben Jahre nach Outland drehten Connery und Hyams zusammen den Thriller Presidio.